# Arirang (điện thoại thông minh)
Arirang là điện thoại thông minh chạy hệ điều hành Android của Bắc Triều Tiên được công bố vào ngày 10 tháng 8 năm 2013. Điện thoại đã được phân phối đến các điểm bán hàng địa phương do các nhà khai thác di động như Koryolink điều hành để bán cùng với SIM 3G hoặc như một thiết bị độc lập. Nó được đặt tên theo bài hát dân gian Triều Tiên "Arirang".

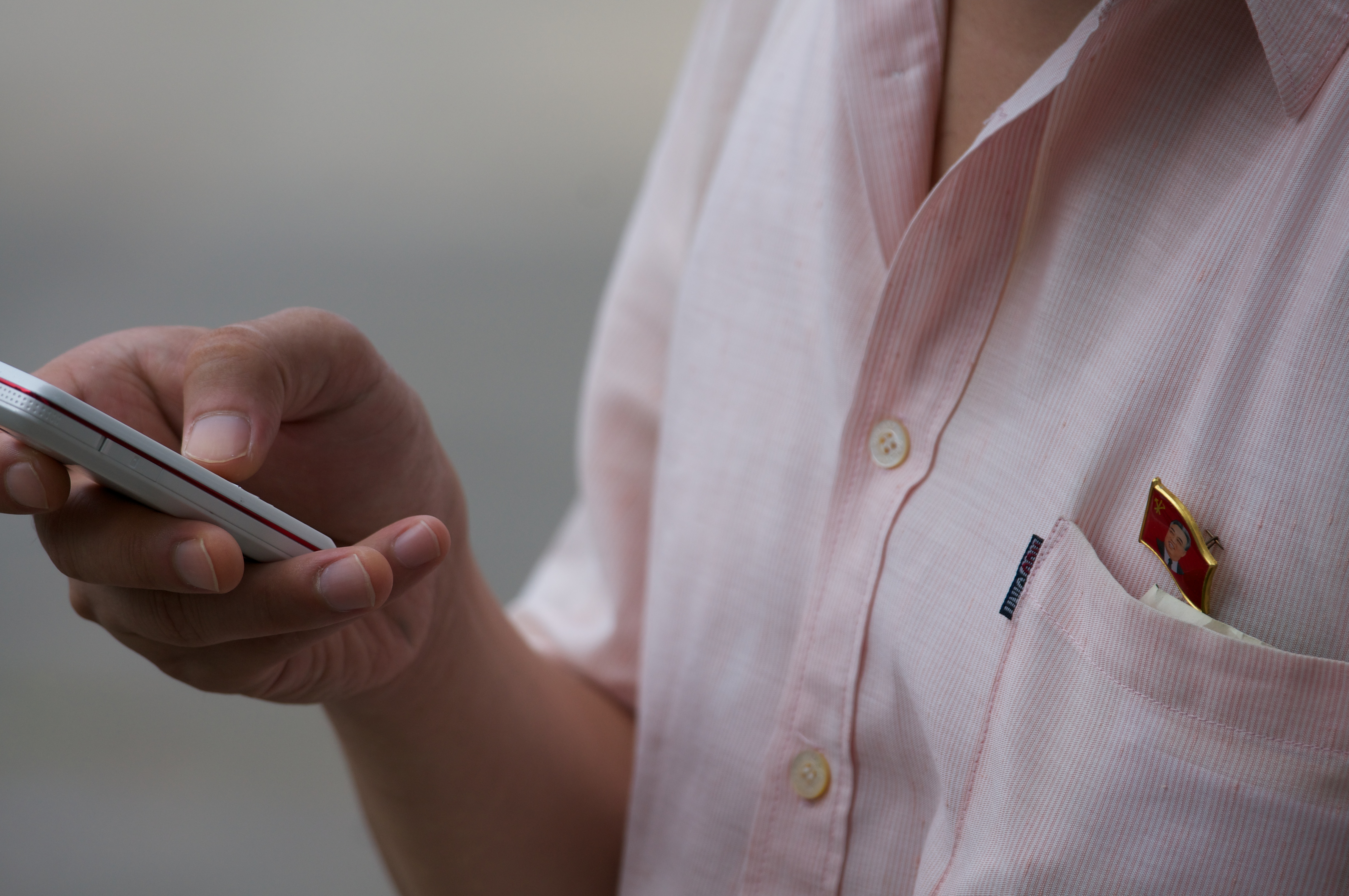
Điện thoại thông minh ở Bắc Triều Tiên

Hãng thông tấn trung ương Triều Tiên (KCNA), hãng thông tấn nhà nước của Triều Tiên, đưa tin chiếc điện thoại sử dụng màn hình cảm ứng và camera có "điểm ảnh cao", được sản xuất hoàn toàn tại Triều Tiên. Điện thoại dường như chạy một phiên bản của hệ điều hành Android. Blogger Martyn Williams đã bày tỏ sự hoài nghi, bình luận rằng chiếc điện thoại này có thể thực sự được sản xuất ở Trung Quốc và sau đó được kiểm tra hoặc hoàn thiện ở Triều Tiên. Kim Jong-un đã bày tỏ sự phấn khích và ủng hộ điện thoại thông minh, tin rằng nó sẽ hỗ trợ nền kinh tế đất nước và "khơi dậy lòng tự hào và tự tôn dân tộc".. Điện thoại, số kiểu AS1201, là Uniscope U1201 được đổi thương hiệu và tái ký hiệu và chạy phiên bản sửa đổi một chút của Android 4.0.4.. Arirang 171 (아리랑 171) được phát hành vào năm 2018. Điện thoại chạy Android Nougat và chứa chip VN1017 do Việt Nam sản xuất c ó thể kết nối với mạng WiFi công cộng Mirae.